# Козловка (Голишмановський міський округ)
Козло́вка (рос. Козловка) — присілок у складі Голишмановського міського округу Тюменської області, Росія.
Населення — 77 осіб (2010, 98 у 2002).
Національний склад станом на 2002 рік:
- росіяни — 94 %